# 布雷克卢姆
布雷克卢姆是德国石勒苏益格－荷尔斯泰因州的一个市镇。总面积10.06平方公里，总人口2342人，其中男性1144人，女性1198人（2011年12月31日），人口密度233人/平方公里。